# Distrito de Volta Redonda
O Distrito de Volta Redonda, é o único distrito no qual se divide o município de Volta Redonda, região Sul do estado do Rio de Janeiro, Brasil.

## História
Criado pela primeira vez por Deliberação da Assembleia Legislativa fluminense de 26 de dezembro de 1890 foi, pelos Decretos Estaduais número 1, de 8 de maio de 1892 e 1-A, de 3 de junho do mesmo ano extinto e anexado ao município de Barra Mansa. A Lei Estadual nº 1.820, de 4 de dezembro de 1922, cria novamente o distrito de Santo Antônio de Volta Redonda, subordinado àquele município. Pelo Decreto Federal nº 15.923, de 10 de janeiro de 1923, é novamente extinto, sendo seu território mais uma vez anexado.
Pela Lei Estadual n.º 2.028, de 23 de agosto de 1926, teve assegurada a condição de oitavo distrito do município de Barra Mansa, com o nome de Santo Antônio de Volta Redonda,  segundo ordenação da lei nº 1.063 de 28 de janeiro de 1944.
Até 1940, o distrito possuía cerca de 2700 habitantes, tendo alcançado, cerca de dez anos depois, mais de 35 mil, o que o tornava o principal distrito barra-mansense, reunindo mais da metade da população daquele município quando de sua emancipação, bem como grande parte da sua arrecadação. Então, em 17 de julho de 1954 emancipou-se através de eleição e foi elevado a município, sendo instalado em 15 de fevereiro de 1955, com a posse da administração municipal, bem como de sua Câmara de Vereadores.
Ao longo do tempo, suas terras pertenceram, sucessivamente, à cidade de São Sebastião do Rio de Janeiro - atual cidade do Rio de Janeiro, entre 1565 e 1801, e às vilas de Nossa Senhora do Campo Alegre da Paraíba Nova - atual município de Resende entre 1801 e 1813, São João Marcos do Príncipe, entre 1813 e 1820, Nossa Senhora da Glória de Valença - atual Valença entre 1820 e 1832, e São Sebastião de Barra Mansa - atual Barra Mansa - de 1832 a 1954.
Como seus limites com o distrito sede de Barra Mansa eram alvo de imprecisão, até os dias atuais há controvérsias entre ambos municípios sobre seus territórios, havendo cartas geográficas que atribuem trechos da parte leste barra-mansense ao município de Volta Redonda e vice-versa, mesmo após cartógrafos da Fundação CIDE, órgão estadual responsável pela demarcação e registro de terras no Rio de Janeiro estabelecerem, entre os anos de 1984 e 1986, a base no córrego Ano Bom e outros pontos topográficos, os limites oficialmente vigentes até a presente data.
Desde a década de 1980, há movimentações políticas para que a região limítrofe de Barra do Piraí, conhecida como Califórnia, também seja desmembrada deste município e seja fundida com o município de Volta Redonda, provavelmente vindo a constituir um segundo distrito deste, ou ainda, parte do Distrito de Volta Redonda, caso venha a ser extinto. Tal situação encontra-se, também, em disputa judicial, após a Assembleia Legislativa estadual aprovar uma Lei que determinaria a transferência, tendo esta sido vetada pelo governador do estado, e tal veto derrubado na ALERJ.

## Geografia
O Distrito de Volta Redonda é o primeiro, único e a sede do município de Volta Redonda, já que este não se subdivide em outros territórios, apenas em bairros.